# James Rasmussen
James Rasmussen er et alias for Flemming Rasmussen (født 30. august 1937 i Brønshøj) og er en af Danmarks første rock'n'roll-sangere.
Rasmussen dannede sit band James and his Jamesmen i 1955 og blev i 1956 kåret som Danmarks Tommy Steele.
I 1958 overtog James Rasmussen Otto Brandenburgs plads i vokalgruppen Four Jacks, hvor han sang sammen med John Mogensen, Bent Werther og Poul Rudi i fem år.
I oktober 1965 tog James Rasmussen til Hollywood, hvor han bosatte sig. Her levede han af at skrive sange og producere musik. I 1969 producerede James Rasmussen hittet "Echo Park", med sangeren Keith Barbour der nåede op i top 30 på Bilboards top 100 hitliste over bestsælgende plader. i 1972 udsendte Reprise Recorda albummet Rasmussen der også blev udsendt i Danmark på Bent Fabricius-Bjerre pladeselskab i Danmark. Under tiden i Amerika arbejde James også sammen med gruppen Redbone hvor han bl.a. producerede stryger sektionen til Redbones store hit "Witchqueen of New Oeleans". James producerede også et album med Bobby Hebb sangeren der skrev verdenshittet "Sunny". I 1979 vendte han tilbage til Danmark. I 2007 kunne han fejre sit 50-års-jubilæum i musikbranchen.
James Rasmussen er stadig aktiv musiker og rejser rundt i Danmark med Four Jacks-sange sammen med Søren Engel og Jimmi Koldenborg.